# 皮希基 (里普基區)
51°42′59″N 30°42′18″E / 51.71639°N 30.70500°E
皮希基（烏克蘭語：Пищики），是烏克蘭北部的村莊，隸屬切爾尼希夫州的切爾尼希夫區。該村始建於1728年，面積0.11平方公里，海拔高度155米，2001年人口10，人口密度每平方公里90.9人。